# Salvador Sobral
Salvador Thiam Vilar Braamcamp Sobral ComM (Lisboa, 28 de dezembro de 1989) é um cantor português.
Venceu o Festival Eurovisão da Canção 2017, com a pontuação histórica (a mais elevada de sempre, atribuída a uma canção vencedora) de 758 pontos, trazendo pela primeira vez o troféu da Eurovisão para Portugal, após vencer o Festival RTP da Canção 2017 com a música Amar pelos Dois, da autoria da sua irmã, Luísa Sobral.

## Carreira artística
Salvador Sobral habituou-se a ouvir música desde criança e, segundo revelou em entrevistas, cantar surgiu como entretém durante as viagens de automóvel em família. Por volta dos dez anos participou no concurso Bravo, Bravíssimo, transmitido pela SIC. Em 2009 voltou a participar num concurso televisivo, ao concorrer na terceira edição de Ídolos, da mesma estação, onde foi finalista. O vencedor dessa edição foi Filipe Pinto.
Estudante de Psicologia no ISPA, depois da experiência do Ídolos resolveu concorrer ao programa de bolsas Erasmus, que o levou para uma universidade em Maiorca. Terá sido durante essa altura que decidiu dedicar-se à música, de forma profissional.
Pouco entusiasmado com os estudos, no final do ano de Erasmus, só tinha feito uma cadeira, a de Psicologia da Arte — que concluiu graças à música, com um trabalho de análise da canção Blowin' in the Wind, de Bob Dylan. O resto do tempo era passado a cantar em bares, restaurantes, hotéis e festas particulares. Percebendo que se poderia sustentar com a música, decidiu deixar o curso de Psicologia e concorrer à prestigiada escola Taller de Músics, escola superior de música de Barcelona, onde obteve um diploma, nas especialidades de música moderna e jazz.
No início de 2014, ainda a frequentar o Taller de Musics, colaborou com a banda de indie-pop Noko Woi, formada por venezuelanos radicados em Barcelona, com a qual atuou no festival Sónar.
Entretanto, ao longo do ano de 2015, foi dando vários concertos em bares e pequenas salas de Espanha e Portugal. Em novembro do mesmo ano participou nos festivais Vodafone Mexefest (Lisboa) e no JazzyColor (em Paris).
Em março de 2016, já com o curso da Taller de Musics terminado, Salvador Sobral publicou o seu primeiro álbum, Excuse Me, com co-produção musical do pianista Júlio Resende, do venezuelano Leonardo Aldrey e do próprio Salvador Sobral. Foi a partir da gravação deste álbum que estabilizou os membros da banda com quem viria a tocar em vários países do mundo: Júlio Resende no piano, André Rosinha no contrabaixo e Bruno Pedroso na bateria.
Em abril e maio de 2016 participa, como vocalista da banda Noko Woi, na semifinal e final, respetivamente, do concurso de bandas Bala Perduda, tendo a banda ficado em segundo lugar.
A solo, em 2016, apresenta-se nos festivais EDP Cool Jazz, OutJazz, Out Fest e FOLIO - Festival Literário Internacional de Óbidos, dando concertos em vários palcos, por cidades de Portugal e Espanha.
Em 2017, Salvador Sobral é o vencedor do Festival RTP da Canção 2017, com o tema Amar pelos Dois, com letra e música de Luísa Sobral. Em Kiev, na final do Festival Eurovisão 2017, atingiu a votação histórica de 758 pontos, liderando tanto o televoto como a votação de júri dos 42 países votantes. Deste modo, Portugal conquistou a sua primeira vitória neste festival, batendo em 234 votos o recorde de votação de uma canção ganhadora da Eurovisão. — o recorde anterior pertencia à Ucrânia, vencedora da edição de 2016 do festival, com o tema 1944, interpretado por Jamala, com 534 pontos.
Ainda em 2017, no rescaldo da vitória na Eurovisão, viria a apresentar um novo projeto musical, em parceria com Júlio Resende — trata-se da banda Alexander Search, dedicada à divulgação da poesia do poeta português Fernando Pessoa e ao seu heterónimo Alexander Search. Nesse projeto, Salvador usa o heterónimo Benjamin Cymbra. No dia 19 de Maio de 2017, a banda publicou o seu primeiro single, A Day of Sun.
Em 2018, Salvador Sobral continuou a digressão do 1º disco Excuse Me, participando mais uma vez no EDP Cool Jazz, e estreiando-se em vários festivais de jazz, como por exemplo: Festival Jardins de Pedralbes, no Heinneken Jazzaldia e o JazzVoyeur Festival.
Salvador Sobral é fã assumido, e tem como referências, Chet Baker, Caetano Veloso e Rui Veloso. A cooperação artística com a sua irmã, Luísa Sobral, é também uma influência marcante no percurso do cantor.

## Resultados em competições musicais
Os eventos encontram-se apresentados por ordem cronológica:

### III Edição dos Ídolos
| Fase: | Fase:                 | Semifinal  | Wildcard   | 10 Finalistas | 10 Finalistas | 10 Finalistas | 10 Finalistas | 10 Finalistas | 10 Finalistas | 10 Finalistas | 10 Finalistas | 10 Finalistas |
| Gala: | Gala:                 | 6/12       | 6/12       | 13/12         | 20/12         | 27/12         | 3/1           | 10/1          | 17/1          | 24/1          | 31/1          | 14/2          |
| Lugar | Concorrentes          | Resultados | Resultados | Resultados    | Resultados    | Resultados    | Resultados    | Resultados    | Resultados    | Resultados    | Resultados    | Resultados    |
| 1     | Filipe Pinto          | SPP        | —          |               |               |               |               |               |               |               |               | 1.º lugar     |
| 2     | Diana Piedade         | SPJ        | —          |               | MV            |               |               |               |               |               | MV            | 2.º Lugar     |
| 3     | Carlos Costa          | SPP        | —          |               |               |               |               |               |               | MV            | Eliminado     |               |
| 4/5   | Inês Laranjeira       | SPP        | —          |               |               |               |               | MV            | MV            | Eliminadas    |               |               |
| 4/5   | Solange Hilário       | SPP        | —          |               |               |               | MV            |               | Salva         | Eliminadas    |               |               |
| 6     | Carolina Torres       | SPJ        | —          |               |               | MV            |               | Eliminada     |               |               |               |               |
| 7     | Salvador Sobral       | SPP        | —          |               |               |               | Eliminado     |               |               |               |               |               |
| 8     | Catarina Boto         | SPJ        | —          | MV            |               | Eliminada     |               |               |               |               |               |               |
| 9     | Mariana Tavares       | SPJ        | —          |               | Eliminada     |               |               |               |               |               |               |               |
| 10    | Mel Pires             | W          | SPJ        | Eliminada     |               |               |               |               |               |               |               |               |
| 11    | Mariline Hortigueira1 | W          | Eliminada  |               |               |               |               |               |               |               |               |               |
| 12-15 | André Cruz            | Eliminados |            |               |               |               |               |               |               |               |               |               |
| 12-15 | Diogo Alvarenga       | Eliminados |            |               |               |               |               |               |               |               |               |               |
| 12-15 | Márcio Costa          | Eliminados |            |               |               |               |               |               |               |               |               |               |
| 12-15 | Marta Silva           | Eliminados |            |               |               |               |               |               |               |               |               |               |

| Raparigas | Rapazes | Vencedor(a) | Salvo Pelo Público - Semifinal | Salvo Pelo Júri - Semifinal |

| Apurado(a) para a fase Wildcard | Mais votados pelo público | Menos votados pelo público | Eliminado(a) | Salvo(a) pelo Júri |

- 1 Apesar da Mariline Hortigueira ter sido eliminada na primeira gala do Top 15, antes de a ter eliminado, o júri quis ouvi-la e a Melina Pires que seria a concorrente que continuou.

### 1.ª Semifinal do Festival RTP da Canção 2017
Na primeira semifinal participaram oito canções, e destas oito, quatro avançaram para a Final. Os qualificados foram determinados pelo televoto e os votos de um júri selecionado pela RTP. A primeira semifinal teve lugar em 19 de fevereiro de 2017.
| Ordem | Artista           | Canção                        | Júri | Televoto    | Televoto | Total | Lugar | Resultado |
| Ordem | Artista           | Canção                        | Júri | Percentagem | Pontos   | Total | Lugar | Resultado |
| ----- | ----------------- | ----------------------------- | ---- | ----------- | -------- | ----- | ----- | --------- |
| 1     | Márcia            | "Agora"                       | 5    | -           | 3        | 8     | 8     | Eliminada |
| 2     | Golden Slumbers   | "Para Perto"                  | 6    | -           | 5        | 11    | 5     | Eliminado |
| 3     | Fernando Daniel   | "Poema A Dois"                | 7    | -           | 10       | 17    | 3     | Finalista |
| 4     | Deolinda Kinzimba | "O Que Eu Vi Nos Meus Sonhos" | 8    | -           | 4        | 12    | 4     | Finalista |
| 5     | Rui Drumond       | "O Teu Melhor"                | 3    | -           | 6        | 9     | 7     | Eliminado |
| 6     | Lisa Garden       | "Without You"                 | 4    | -           | 7        | 11    | 6     | Eliminada |
| 7     | Salvador Sobral   | "Amar Pelos Dois"             | 12   | -           | 8        | 20    | 2     | Finalista |
| 8     | Viva La Diva      | "Nova Glória"                 | 10   | -           | 12       | 22    | 1     | Finalista |

Legenda :
- Qualificação para a Final

### Final do Festival RTP da Canção 2017
| Ordem | Artista           | Canção                        | Júri | Televoto    | Televoto | Total | Lugar | Resultado    |
| Ordem | Artista           | Canção                        | Júri | Percentagem | Pontos   | Total | Lugar | Resultado    |
| ----- | ----------------- | ----------------------------- | ---- | ----------- | -------- | ----- | ----- | ------------ |
| 1     | Jorge Benvinda    | "Gente bestial"               | 10   |             | 5        | 15    | 4     |              |
| 2     | Pedro Gonçalves   | "Don't Walk Away"             | 5    |             | 8        | 13    | 6     |              |
| 3     | Lena d'Água       | "Nunca me fui embora"         | 5    |             | 3        | 8     | 7     |              |
| 4     | Salvador Sobral   | "Amar pelos dois"             | 12   |             | 10       | 22    | 1     | Vencedor     |
| 5     | Fernando Daniel   | "Poema a dois"                | 7    |             | 7        | 14    | 5     |              |
| 6     | Celina da Piedade | "Primavera"                   | 10   |             | 6        | 16    | 3     |              |
| 7     | Deolinda Kinzimba | "O que eu vi nos meus sonhos" | 3    |             | 4        | 7     | 8     | Último lugar |
| 8     | Viva La Diva      | "Nova glória"                 | 6    |             | 12       | 18    | 2     | 2.° lugar    |

Legenda :
- Vencedor
- 2.° lugar
- Último lugar
- Pontuação nula (''"Null Points"'') / Desclassificação

### Representação de Portugal no Festival Eurovisão da Canção 2017

Votos dados pelo público a Portugal no Festival da Eurovisão da Canção de 2017

Votos dados pelo júri a Portugal no Festival da Eurovisão da Canção de 2017

A canção Amar pelos Dois, interpretada por Salvador Sobral e composta por Luísa Sobral, venceu o Festival RTP da Canção 2017 e representou Portugal no Festival Eurovisão da Canção 2017, a 13 de maio de 2017, na Ucrânia. A canção vencedora reuniu o maior número de pontos dos júris nacionais e foi a mais votada pelo público tendo sido a que mais reuniu pontos em toda a história do festival.
Em declarações ao jornal Público, Sobral afirmou que a canção tem uma «(...) harmonia (...) e (...) melodia que remetem um pouco para o cancioneiro americano e ao mesmo tempo para a bossa-nova», acrescentando que, para si o «(...) mais importante é transmitir emoções. Sejam elas quais forem».
A prestação do cantor teve uma grande repercussão nos meios de comunicação social. A estação pública espanhola TVE e o diário El País entrevistaram Salvador e jornais como os britânicos Daily Express, Metro e The Sun ou o espanhol El Mundo deram destaque ao cantor e à canção portuguesa. A 3 de maio o site esctoday, que reúne informação sobre o concurso, deu conta da subida de Portugal nas apostas: «A subida de Salvador Sobral coloca Portugal como terceiro favorito numa média das várias casas de apostas», lê-se, acrescentando que Portugal, tal como a Bulgária e a Suécia têm probabilidades entre seis a 12 para um.
Ao atuar a 9 de maio em Kiev, Salvador foi o único intérprete que não cantou em inglês. Foi também o único que não cantou no palco principal mas sim num palco secundário, mais à frente, rodeado pelo público.
O cantor garantiu o apuramento de Portugal para a final, tendo sido o mais votado da semifinal.
A prestação do português em Kiev foi de objeto de novos comentários favoráveis. No site da TVE leu-se que «uma semi-final bastou para que [Salvador Sobral] se tornasse o favorito da Eurovisão». Sendo «(...) mais simples, menos ambicioso e mais delicado, já se colocou como adversário a Francesco Gabbani, de Itália, até agora primeiro classificado nas apostas (...)», acrescentou o canal público espanhol. A britânica BBC descreveu Salvador como «altamente apostado», referindo que a sua atuação «recebeu uma das mais calorosas receções». No jornal The Telegraph, a jornalista Charlotte Runcie, escreveu Portugal, não vamos esquecer, nunca ganhou a competição, mas este ano eles são verdadeiros concorrentes. No The Sun lê-se que o «representante português no Festival Eurovisão da Canção 2017 tem a «voz de um anjo»». Em 12 de maio, o diretor da revista Blitz escreve no Expresso, sobre as razões que podem levar Portugal, pela voz de Salvador Sobral, a ganhar, pela primeira vez, o Festival da Eurovisão.
Desde 2010, ano em que Portugal foi representado por Filipa Azevedo com a canção Há Dias Assim (quarta classificada na semifinal), o país não chegava à final da Eurovisão.

### Vitória dePortugalnaEurovisão 2017
A canção Amar pelos Dois venceu o Festival da Eurovisão, tendo recebido a pontuação máxima do júri de vários países: Suécia, San Marino, Letónia, Israel, Espanha, França, Arménia, Islândia, Geórgia, Lituânia, Sérvia, Suíça, Hungria, Holanda, República Checa, Reino Unido, Eslovénia e Polónia .
Salvador sagrou-se em primeiro lugar entre o júri de cada país e em primeiro lugar também nas no televoto da grande final — a canção terminou com 758 pontos, 376 do televoto e 382 do júri. A segunda canção mais votada foi a Bulgária que terminou o concurso com 615 pontos, 337 do televoto e 278 do júri.
Na sequência da sua vitória inédita por Portugal no Festival da Eurovisão, recebeu junto com a sua irmã Luisa um voto de saudação por unanimidade no parlamento nacional português, após o que se seguiu um almoço com o Presidente da República de Portugal Marcelo Rebelo de Sousa.
A canção Amar Pelos Dois entrou para o primeiro lugar da tabela portuguesa de singles, tendo sido o tema mais ouvido nas plataformas de streaming em Portugal na semana seguinte à final do festival e o tema mais comprado no país nas duas semanas seguintes ao mesmo evento. A vitória de Salvador no concurso levou também a que o seu álbum de estreia, Excuse Me, lançado em 2016, chegasse ao n.º 1 da tabela portuguesa de álbuns.

## Discografia

### Álbuns de estúdio
- Excuse Me (2016), CD e download digital
- Paris, Lisboa (2019), CD e download digital
- bpm (2021), CD e download digital
- Timbre (2023), CD e download digital

### Álbuns ao vivo
- Excuse Me Ao Vivo (2018)

### Singles e EPS
- Amar pelos Dois (2017), CD e download digital
- Cerca del Mar (2018), download digital
- Mano a Mano (2018), download digital

## Família
Filho de Salvador Luís Cabral Braamcamp Sobral (Lisboa, Santos-o-Velho, 21 de maio de 1955), neto paterno do 4.º Conde de Sobral, e de sua mulher e prima-sobrinha em 2.º grau e prima em 3.º grau (5 de maio de 1984) Luísa Maria Cabral Posser Vilar (Setúbal, Nossa Senhora da Anunciada, 25 de agosto de 1960), irmã de Bernardo Vilar. Tem uma irmã mais velha, Luísa Sobral (18 de setembro de 1987), que também participou nos Ídolos e escreveu a música Amar pelos Dois, que venceu o Festival Eurovisão da Canção.
De facto, Luísa Sobral, aquando da vitória de Salvador no Festival RTP da Canção em Portugal e no Festival Eurovisão da Canção em Kiev, cantou com o irmão a música no fim, no momento da consagração como vencedor.
Em dezembro de 2018, Salvador Sobral casou-se com a atriz belga Jenna Thiam numa cerimónia privada na sala principal da Fábrica do Braço de Prata (sítio que muito estima).

## Controvérsias
É tido como uma pessoa irreverente, tendo já levantado polémicas entre o público com certas acções ou palavras.
A seguir à sua classificação para a final do Festival Eurovisão da Canção, Salvador usou uma camisola com as palavras "S.O.S. refugees" ("S.O.S. refugiados" ou "ajudem os refugiados"), numa referência à crise de refugiados vindos do Médio Oriente e África para a Europa. Certas fontes referem que Salvador foi proibido pela UER de usar a mesma camisola de novo durante o evento eurovisivo, pois a mensagem contida no vestuário do cantor iria contra as normas do Festival Eurovisão que proíbem referências políticas durante o mesmo.
Depois de ter sido anunciado como o vencedor do Festival da Eurovisão, Salvador manifestou-se, falando abertamente no palco principal, contra a música "descartável" (nas suas palavras), em geral e particularmente à apresentada durante a maiorias da edições do Festival Eurovisão da Canção; como muitas vezes tem sido criticado pela sua ênfase na imagem e no espectáculo. Estes comentários do vencedor da Eurovisão suscitaram críticas por parte do participante sueco da Eurovisão do mesmo ano, Robin Bengtsson.
Em junho de 2017, Salvador, em entrevista a Fátima Lopes, confessou o seu desejo de ser pai, revelando que não usa preservativo. O cantor usou mesmo as seguintes palavras: "Não uso preservativo, sou contra essas coisas".
No concerto solidário para com as vítimas e afectados dos incêndios que assolaram Pedrógão Grande, Sobral referiu durante a sua atuação: "Eu sinto que posso fazer qualquer coisa que você aplaudem. Vou mandar um peido a ver o que acontece". Não obstante o tom predominantemente jocoso e sarcástico do comentário, este valeu-lhe reparo e repúdio, em particular nas redes sociais.

## Saúde
A 8 de dezembro de 2017, fez o transplante de coração que aguardava.
O médico que o operou, Miguel Abecasis, contou que Salvador lhe disse três coisas, ao receber a notícia de que o transplante iria acontecer. Perguntou se o médico "estava em boa forma", pediu para "ouvir música clássica" e, por fim, desejou "boa sorte" ao cirurgião.
Quando acordou da cirurgia, que demorou cerca de quatro horas, agradeceu a toda a equipa.
Em 2024, Salvador revelou ser uma pessoa intersexo.

## Prémios e distinções
Em maio de 2017, poucos dias depois de "Amar Pelos Dois" vencer o Festival da Eurovisão, Salvador e Luísa Sobral foram agraciados pela Assembleia da República com um voto de saudação, por unanimidade, pelo seu feito no certame "eurovisivo".
A 23 de abril de 2018, recebeu, em conjunto com Luísa Sobral, o prémio Martha de La Cal para personalidade do ano de 2017, por parte da Associação de Imprensa Estrangeira em Portugal. No mesmo dia, foi feito Comendador da Ordem do Mérito pelo Presidente da República Portuguesa Marcelo Rebelo de Sousa.
"Amar Pelos Dois" venceu o prémio de Melhor Música nos Globos de Ouro de 2018. Nessa mesma entrega de prémios, Salvador Sobral também recebeu uma nomeação para Melhor Intérprete, mas acabou por ser preterido a favor de Raquel Tavares.